# フェンバレレート
フェンバレレート（英: Fenvalerate）は、ピレスロイド系殺虫剤の一種。市販品は、4種の光学異性体の混合物である。

## 用途
住友化学が開発した薬剤で、昆虫の中枢神経系及び末梢神経に作用し、反復興奮及び伝導抑制などによって異常興奮と痙攣を起こすものと考えられている。
農業用としては野菜のアブラムシ、アオムシ、ヨトウガ、果樹のアブラムシやシンクイムシ、花卉のアブラムシに適用される。商品名には単剤の「スミサイジン」のほか数種類の混合剤がある。乳牛を含むウシの外皮の寄生虫駆除を目的とした動物用薬品の承認がなされている国もある。
日本の食品安全委員会農薬専門調査会及び動物用医薬品専門調査会は本物質の一日摂取許容量（ADI）を0.017mg/kg 体重/日と設定した。日本の毒物及び劇物取締法では劇物に区分される。